# The Valley (Anguilla)
Pour les articles homonymes, voir The Valley.
The Valley est la capitale du territoire britannique d'outre-mer d'Anguilla. Sa population selon le recensement de 2011 était de 1 067 habitants.
The Valley possède l'aéroport international Clayton J. Lloyd (code IATA : AXA).

## Patrimoine
- La Maison Wallblake, ancienne plantation, construite en 1787. C'est aujourd'hui le lieu de résidence du prêtre de l'église Saint-Gérard adjacente du domaine.
- L'église Saint-Gérard, construite au XXe siècle.

## Démographie
Évolution de la population, :
| 1974  | 1984  | 1992 | 2001  | 2011  |
| ----- | ----- | ---- | ----- | ----- |
| 1 048 | 1 709 | 795  | 1 169 | 1 067 |